# 筆界特定制度
筆界特定制度（ひっかいとくていせいど）とは、土地の一筆ごとの境界（筆界:ひっかい）を決定するための行政制度のことである。

## 概要
筆界特定登記官が土地の所有権の登記名義人等の申請により、申請人・関係人等に意見及び資料を提出する機会を与えた上、外部専門家である筆界調査委員（法務局長から任命された土地家屋調査士・弁護士・司法書士）の意見を踏まえ、筆界の現地における位置を筆界特定登記官が特定する不動産登記法上の制度である。
境界には2つの種類（公法上の境界と所有権界）があるが、本制度は公法上の境界（筆界:ひつかい）を特定するための行政制度である。行政制度である以上、筆界特定制度で決定された筆界は境界確定訴訟する事は可能であるが、専門家である土地家屋調査士、筆界特定登記官が関与し特定しているので、境界確定訴訟上でも同一の決定がなされる可能性が極めて高い。
2005年（平成17年）4月6日、第162回国会において成立し、同月13日公布された不動産登記法等の一部を改正する法律により導入された。この法律は2006年（平成18年）1月20日より施行されている。

## 申請手数料
対象土地の価額によって決まる。対象2筆の合計額が4000万円の場合、申請手数料は8,000円。
また、手続の中で測量を要することがあり、その時は測量費用を負担する必要がある。
対象土地の合計額の2分の1に5%を乗じた額単価
- 100万円までの部分…10万までごと800円
- 100万円を超え500万円までの部分…20万円までごと800円
- 500万円を超え1000万円までの部分…50万円までごと1,600円
- 1000万円を超え10億円までの部分…100万円までごと2,400円
- 10億円を超え50億円までの部分…500万円までごと8,000円
- 50億円を超える部分…1000万円までごと8,000円

これらは収入印紙での納付が原則である。

## 申請業務受任者の限定
申請業務（相談・書類作成業務・申請代理業務）行えるのは下記の資格者に限られる。
- 弁護士（弁護士法第3条）
- 土地家屋調査士（土地家屋調査士法第3条第1項第4号、第5号、第6号）
- 司法書士（司法書士法第3条第1項第4号、第5号、第8号）

なお、司法書士が申請業務のうち申請代理業務を行うには簡裁訴訟代理等関係業務を行える法務大臣の認定を受けている必要があり、かつ対象土地の固定資産税評価額の合計が5600万円以下である必要がある。書類作成業務のみにとどまる場合には限定はない。

## 筆界特定までの期間
特定にかかる期間は半年で完了することを目処としている。だが、申請時に提出する資料が少ないと一年近く（場合によってはそれ以上）かかってしまう。
また、本制度によりある程度は筆界は特定されるが、その結論に納得出来ない場合境界確定訴訟に持ち込むことができる（境界確定訴訟により特定の結論に反する結果が出た場合、その特定は無効となる）。
しかし、既に境界確定訴訟で最高裁判決まで確定したものは却下となる。

## 長所
この筆界特定制度を利用することによる長所を以下に示す。
1. 土地の筆界（境界）が確定され、土地に関するトラブルを避けることが出来る。
2. この制度を活用することで、裁判より迅速にトラブルを解決できることがある。
3. 裁判よりこの制度を活用した方が、費用負担が軽くなる。

## 境界確定訴訟
境界確定訴訟は土地の境界を確定するための形式的形成訴訟である。筆界特定制度によって筆界（境界）が特定されている場合にも、境界確定訴訟を提起することが可能である。一方で、境界確定訴訟によって確定した境界に対しては筆界特定を申し立てることはできない。したがって、現時点においても、最終的に境界を確定させるためには、境界確定訴訟によるほかはない。